# Нишапурские горы
Нишапу́рские го́ры — горы на северо-востоке Ирана, южная полоса Туркмено-Хорасанских гор.
Протяжённость гор с северо-запада на юго-восток составляет около 350 км. Высшая точка — гора Кенгзошк (3211 м). Нишапурские горы состоят из отдельных хребтов, разделённых широкими долинами. Сложены известняками и песчаниками с интрузиями порфиритов и гранитов. Предгорные пустыни сменяются с высотой полупустынями (на серозёмах) и горными степями (на коричневых почвах). Имеются участки бедленда.
На территории гор находится месторождение лучшей в мире бирюзы. На северо-западе расположен национальный парк Горхудож.